# Fried green tomatoes
Pour le film, voir Beignets de tomates vertes.

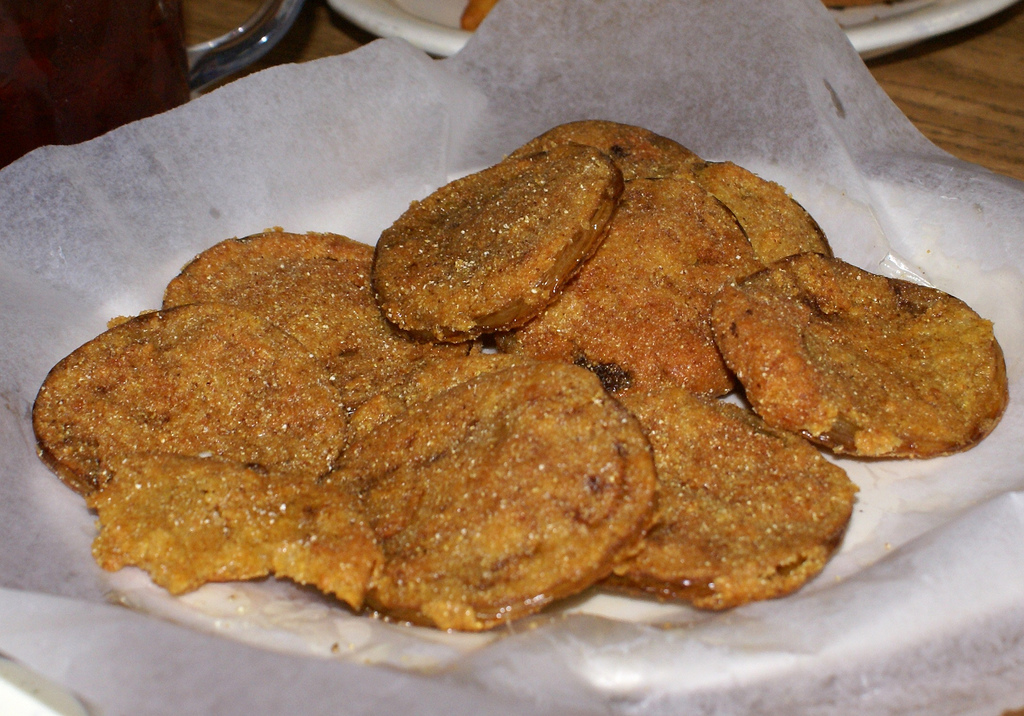
Fried green tomatoes.

Les fried green tomatoes (« beignets de tomates vertes ») sont un mets d'accompagnement du sud des États-Unis, préparé avec des tomates vertes (immatures) tranchées, enrobées de semoule de maïs et frites.